# Trường Đại học Thủ đô Hà Nội
Trường Đại học Thủ đô Hà Nội (tiếng Anh: Hanoi Metropolitan University) là trường đại học công lập đầu tiên do UBND thành phố Hà Nội trực tiếp quản lý thành lập ngày 31 tháng 12 năm 2014.

## Lịch sử hình thành
Ngày 31/12/2014 Thủ tướng Chính phủ đã kí Quyết định thành lập Trường Đại học Thủ đô Hà Nội trên cơ sở nâng cấp Trường Cao đẳng Sư phạm Hà Nội.
Năm học đầu tiên của trường (1959-1960) có 05 lớp đào tạo giáo viên cấp I, hệ 7+1 và 05 lớp bồi dưỡng giáo viên cấp I toàn cấp, 02 lớp đào tạo giáo viên cấp II (01 lớp Tự nhiên, 01 lớp Xã hội), đầu vào là học sinh đã học xong lớp 10/10 phổ thông.  Năm học 1962 – 1963, Bộ Giáo dục cho phép trường đào tạo thí điểm giáo viên cấp II hệ 10+1 với đầu vào là học sinh tốt nghiệp lớp 10 phổ thông (hệ phổ thông 10 năm). Số lượng đào tạo khóa đầu là 150 sinh viên được chia làm ba ban: Văn – Sử, Toán – Lí, Hóa – Sinh – Địa. Cùng với việc đào tạo chính quy, Trường mở hệ đào tạo giáo viên cấp II tại chức hệ 7+2 cho các giáo viên cấp I lên trình độ Sư phạm trung cấp. Ngoài ra, Trường mở 2 lớp bồi dưỡng Hiệu trưởng cấp I có trình độ tương đương giáo viên cấp II. Kết thúc năm học 1962 – 1963, Trường chấm dứt tuyển sinh cho hệ đào tạo 7+2, chuyển hoàn toàn sang hệ đào tạo 10+1.
Ngày 26/12/2016, UBND Thành phố Hà Nội đã có quyết định sáp nhập Trường TC Kinh tế – Kĩ thuật đa ngành Sóc Sơn vào Trường ĐH Thủ đô Hà Nội. Trường ĐH Thủ đô Hà Nội trở thành trường tổ chức đào tạo, bồi dưỡng nguồn nhân lực đa ngành, đa lĩnh vực có trình độ cao đẳng, đại học, trên đại học tổ chức các hoạt động giáo dục nghề nghiệp theo nhu cầu xã hội và các hoạt động nghiên cứu khoa học, ứng dụng tiến bộ khoa học công nghệ phục vụ công tác đào tạo phát triển Nhà trường theo mục tiêu xác định, đúng quy định của pháp luật.

## Đào tạo

### Trình độ đại học
| STT | Tên ngành                           |
| 1   | Giáo dục Tiểu học                   |
| 2   | Giáo dục Mầm non                    |
| 3   | Quản lý Giáo dục                    |
| 4   | Giáo dục công dân                   |
| 5   | Ngôn ngữ Anh                        |
| 6   | Việt Nam học                        |
| 7   | Ngôn ngữ Trung Quốc                 |
| 8   | Sư phạm Toán học                    |
| 9   | Sư phạm Lịch sử                     |
| 10  | Sư phạm Vật lý                      |
| 11  | Công nghệ thông tin                 |
| 12  | Công tác xã hội                     |
| 13  | Giáo dục đặc biệt                   |
| 14  | Sư phạm Ngữ văn                     |
| 15  | Chính trị học                       |
| 16  | Quản trị kinh doanh                 |
| 17  | Luật                                |
| 18  | Toán ứng dụng                       |
| 19  | Quản trị khách sạn                  |
| 20  | Quản trị dịch vụ du lịch và lữ hành |
| 21  | Công nghệ kỹ thuật môi trường       |
| 22  | Logistics và quản lý chuỗi cung ứng |
| 23  | Quản lý công                        |
| 24  | Quản trị kinh doanh                 |
| 25  | Quản lý kinh tế                     |
| 26  | Tài chính - Ngân hàng               |
| 27  | Văn hoá học                         |
| 28  | Văn học                             |
| 29  | Giáo dục thể chất                   |
| 30  | Sư phạm Tiếng Anh                   |
| 31  | Sư phạm Tin học                     |

Trình độ sau đại học
| STT | Tên ngành                |
| 1   | Thạc sĩ Quản lý giáo dục |
| 2   | Thạc sĩ Ngôn ngữ Anh     |
| 3   | Tiến sĩ Quản lý giáo dục |

## Thành tích
- Huân chương Độc lập hạng Nhất (năm 1995)[4]
- Huân chương Độc lập hạng Nhất (năm 2013)[5]
- Huân chương Lao động hạng Ba (06/01/1984)[6]
- Huân chương Lao động hạng Ba (2019)[7]

## Một số hoạt động nổi bật
- Trường Đại học Thủ đô Hà Nội được vinh danh tại Lễ trao giải thưởng Bùi Xuân Phái – Vì tình yêu Hà Nội lần thứ 16 năm 2023.[liên kết hỏng]
- Khai giảng năm học 2023 – 2024: Chủ động, tự tin, sáng tạo và nhân văn để tỏa sáng. Lưu trữ ngày 9 tháng 12 năm 2023 tại Wayback Machine
- Sinh viên Trường Đại học Thủ đô Hà Nội đạt giải Nhất cuộc thi “Genesis 2023 - Ý tưởng khởi nghiệp sáng tạo dành cho nữ sinh viên”[liên kết hỏng]

### Chậm chi trả trợ cấp sinh hoạt cho hàng trăm sinh viên sư phạm
- Hơn 500 sinh viên sư phạm của trường Đại học Thủ Đô Hà Nội chưa được nhận khoản trợ cấp sinh hoạt 3,63 triệu đồng/tháng, dù đã kết thúc năm nhất. Sau khi kết thúc năm học 2021-2022 vào đầu tháng 7, hơn 500 sinh viên sư phạm năm nhất (khóa tuyển sinh năm 2021) của trường Đại học Thủ đô Hà Nội chưa được chi trả 3,63 triệu đồng trợ cấp sinh hoạt hàng tháng trong năm học vừa qua.[8]
- Lý giải việc này, Phó hiệu trưởng trường Đại học Thủ đô Hà Nội nói rằng trường chưa nhận được đơn đặt hàng và kinh phí do UBND TP Hà Nội cấp.
- Khoản trợ cấp sinh hoạt cho sinh viên sư phạm được chính phủ quy định tại Nghị định 116 năm 2020 về chính sách hỗ trợ học phí, sinh hoạt phí với sinh viên sư phạm. Nghị định nêu rõ "sinh viên sư phạm được nhà nước hỗ trợ 3,63 triệu đồng một tháng để chi trả phí sinh hoạt trong thời gian học", bên cạnh chính sách miễn học phí. Đại diện ban giám hiệu nói rằng đã giải thích và thông tin việc này tới sinh viên ngay từ đầu năm 2022, khẳng định "không phải có tiền nhưng trường không chi trả".[9][10]